# Ripley (Oklahoma)
Ripley é uma cidade  localizada no estado norte-americano de Oklahoma, no Condado de Payne.

## Demografia
Segundo o censo norte-americano de 2000, a sua população era de 444 habitantes.
Em 2006, foi estimada uma população de 438, um decréscimo de 6 (-1.4%).

## Geografia
De acordo com o United States Census Bureau tem uma área de
1,0 km², dos quais 1,0 km² cobertos por terra e 0,0 km² cobertos por água. Ripley localiza-se a aproximadamente 258 m acima do nível do mar.

## Localidades na vizinhança
O diagrama seguinte representa as localidades num raio de 20 km ao redor de Ripley.